# Ivanjsko polje
Ivanjsko polje je ravnica (makroplavina) rijeke Ukrine u sjevernoj Bosni. 
Obuhvaća područje oko donjeg toka Ukrine i oko rijeke Save između Dervente i Bosanskog Broda. Smješteno je između obronaka Motajice i Vučjaka. Ivanjsko polje prekrivaju dolinska smeđa tla i podzoli.